# Utricularia dichotoma
Utricularia dichotoma, con el nombre común de fairy aprons, es una especie de  planta carnívora perennifolia de hábitos terrestres que pertenece a la familia Lentibulariaceae. 

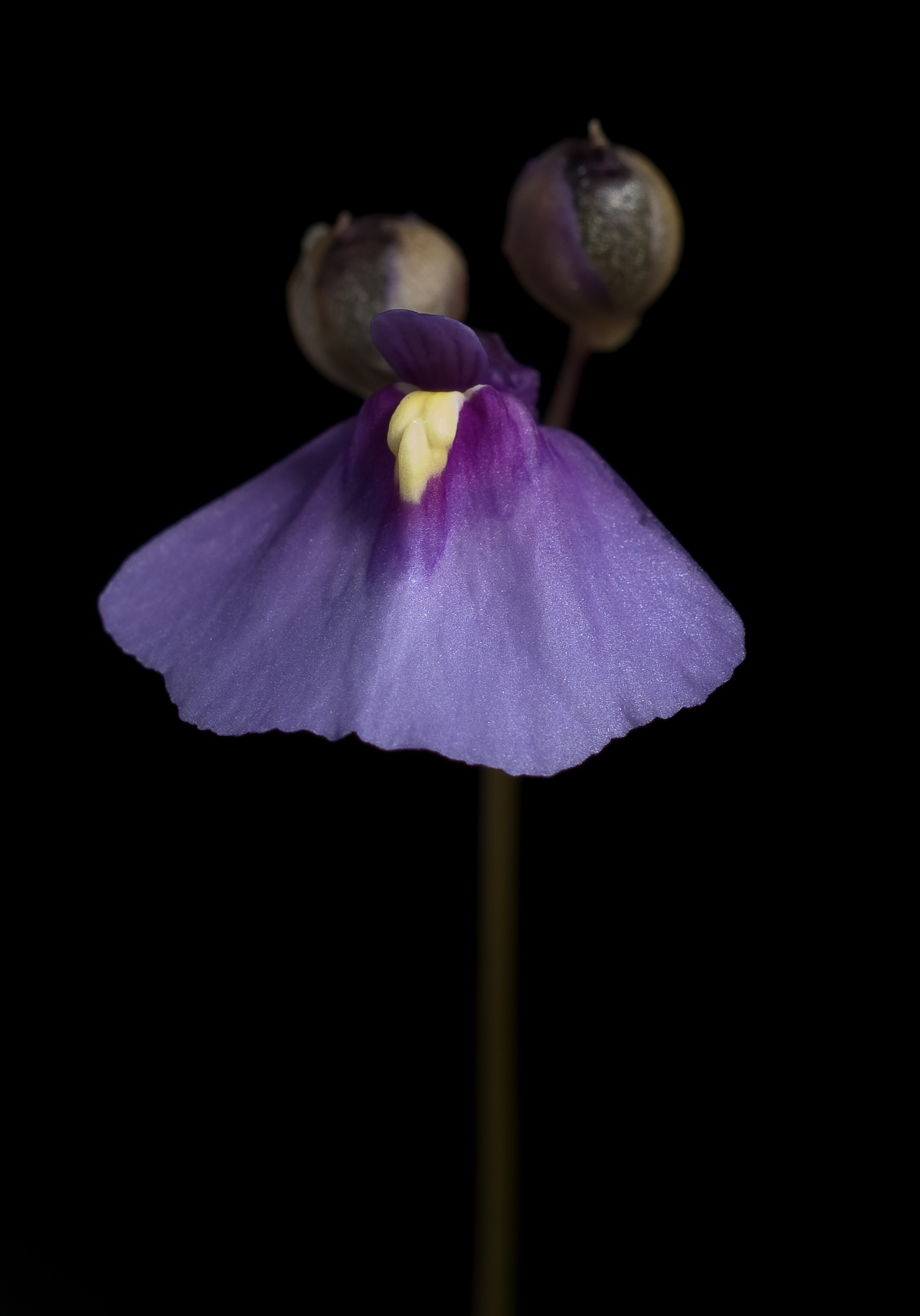
Utricularia dichotoma en Kingston, Tasmania, Australia, en cultivo

## Descripción
Es una planta herbácea acuática perenne, con hojas estrechas lineales y pedúnculo erecto; el cáliz bilobulado. Las flores de color púrpura o violeta. 

## Distribución y hábitat
Esta especie tiene una amplia distribución y es nativa de Nueva Caledonia, Australia (donde se encuentra presente en todos los territorios, a excepción del Territorio del Norte) y Nueva Zelanda. Aquí está presente en la Isla Norte, Isla del Sur y la Rakiura  siendo éste el lugar más al sur en la que un miembro de este género se produce. Se encuentra en lugares de barro, arena poco profundos sobre areniscas o en aguas poco profundas y pantanos.  

## Taxonomía
Utricularia dichotoma fue descrita  por James Edward Smith  y publicado en Novae Hollandiae Plantarum Specimen 1: 11. 1804.
Etimología
Utricularia: nombre genérico que deriva de la palabra latina utriculus, lo que significa "pequeña botella o frasco de cuero".
dichotoma: epíteto latino que  significa "dividir en parejas" y se refiere a la disposición de dobles flores que a menudo muestra esta especie.
Sinonimia
- Pleiochasia dichotoma (Labill.) Barnh. (1916)
- Utricularia billardieri F.Muell. (1868) nom.illeg.
- Utricularia canacorum Pellegr. (1920)
- Utricularia colensoi Hook.f. (1853)
- Utricularia monanthos Hook.f. (1860)
- Utricularia moorei F.E.Lloyd (1936)
- Utricularia novae-zelandiae Hook.f. (1853)
- Utricularia oppositiflora R.Br. (1810)
- Utricularia oppositifolia Spreng. (1824) sphalm.typogr.
- Utricularia rotundifolia auct. non Merl ex Luetz.: F.E.Lloyd (1937)
- Utricularia speciosa R.Br. (1810)
- Utricularia subsimilis  Colenso (1884)
- Utricularia vulcanica Colenso (1894)[5]